# Приречное (Житикаринский район)
Приречное (каз. Приречное; ранее Красноармейский) — село в Житикаринском районе Костанайской области Казахстана. Административный центр Приречного сельского округа.

## Физико-географическая характеристика
Находится на левом берегу реки Тобол, примерно в 30 км к юго-востоку от города Житикара, административного центра района, на высоте 249 метров над уровнем моря. Код КАТО — 394452100.
Примерно в 4 км к западу от села расположено озеро Тулубайкопа.
Приречное находится переходе почв от зоны южных чернозёмных к зоне тёмно-каштановых чернозёмов.

## История
8 марта 1943 году разукреплён Милютинский совхоз с образованием посёлка Красноармейский.
В 1950 году в посёлке заработала мельница, а также работал цех по производству кумыса.
В мае 1955 году образован Красноармейский сельский округ. В том же году школа стала семилетней.
С 1965 года школа перешла на 8-летнее образование.
2 июня 1965 года районный совет исполкома определил специализацию совхоза как скотоводство молочного направления.
С 1968 года красноармейская школа стала средней.

## Население
В 1999 году численность населения села составляла 792 человека (374 мужчины и 418 женщин).
По данным переписи 2009 года, в селе проживало 1215 человек (599 мужчин и 616 женщин).
На 1 июня 2018 года численность составила 549 человек.